# Gintaras Vaičekauskas
Gintaras Vaičekauskas (* 1962 in Kaunas) ist ein litauischer liberaler Politiker.

## Leben
Nach dem Abitur von  1979 bis 1980 an der 18. Mittelschule Klaipėda machte Gintaras Vaičekauskas bis 1982 den Sowjetarmee-Dienst in Afghanistan und bis 1984 arbeitete er in der Druckerei „Rytas“ in Klaipėda.
1984–1988 absolvierte er das Diplomstudium an der Lietuvos kūno kultūros institutas in Kaunas und wurde Segeln-Trainer und Sportlehrer.
1990–1999 war Gintaras Vaičekauskas Journalist der Tageszeitung „Vakarų ekspresas“ und ab 2000 arbeitete er bei UAB „Balticum TV“. Sei 2016 ist er Mitglied im Seimas in der LRLS-Fraktion.

## Familie
Gintaras Vaičekauskas ist verheiratet mit der Politikwissenschaftlerin Giedrė Vaičekauskienė. Sie haben eine Tochter und einen Sohn.